# Врдник
Врдник је насеље у општини Ириг, у Сремском округу, на јужној страни Фрушке горе. Према попису из 2022. било је 2620 становника.

## Географија
Насеље се развило на странама долинских потока што даје терену заталасан изглед. Врдник се налази на надморској висини 181-260 метара, те зато има стрмих улица и кућа на развођима. Венац Фрушке горе штити Врдник од упада хладних ваздушних маса са севера, због чега је овде клима топлија него у неким местима која су знатно јужније, али су изложена ка северу.

## Историја
Врдник се први пут помиње 1315. као тврђава Врдник, а други пут тек 1702. године, кад се наводи као насељено место које је имало физиономска обележја карактеристична за већину фрушкогорских насеља. Дуго се развијао уз истоимени манастир, а већинско становништво чинили су досељеници са свих страна, који су представљали најамну радну снагу (кметови – прњаворци) на имањима манастира. За развој Врдника од највеће важности било је откривање налазишта мрког угља и почетак његове експлоатације. Рудник је отворен 1804. као један од најстаријих на подручју бивше Југославије и први у Србији. Експлоатација је трајала до 1965. а затворен је 1968. године. Рудник је најпре припадао манастиру Врдник, да би касније припао грофу Пејачевићу из Руме, који га је откупио од монаха, а од 1874. припадао је Др Гвиду Понграцу. Од 1908—1954. је радила једна од најјачих термоелектрана на подручју данашње Војводине.
Ту је још и веома значајан историјски споменик Врдничка кула. Истраживања су показала да темељи потичу из римског доба. Према неким подацима, градитељ је био римски цар Пробус већ 287. године. Касније изграђено утврђење од којег је остала данашња кула настало је у 14. веку, према подацима мађарских историчара. Ово утврђење имало је улогу заштите Врдника од напада освајача.
У Врднику се налази основна школа „Милица Стојадиновић Српкиња“. У школи се налази мурал „Косовски бој“ рад академског сликара Воје Стаменића, димензија 5 пута 2,5 метра, настао 1964. године.

## Привреда
У Врднику је поред пољопривреде развијена индустрија и туризам. Такође постоји реална могућност реактивирања рударства које је усахнуло 1968. год. Туризам је свакако најмлађа и најперспективнија привредна грана Врдника а и околине.
Шуме захватају велики део Врдничког подручја, 39,7%, од чега највећи део припада друштвеном власништву. Удео обрадивог земљишта је 36,7%. Подручје Врдника је веома повољно за развој воћарства и виноградарства.

## Занимљивости
Мада мали, Врдник има неколико значајних занимљивости:
- Врдничка бања
- Манастир Врдник (Раваница) из 16. века
- Стари рудник мрког угља (активан од 1804—1968. г.) са старом термоелектраном (радила од почетка 20. века па до 1954. године, уништена 1998. године).[4]
- Врдничка кула, подигнута на темељима из римског доба (крај 3. века н.е.).
- Ранч Платан познато туристичко одмаралиште.
- Конак Шарене таљиге романтични кутак за парове.
- Српска православна црква Рођења Светог Јована Крститеља у Врднику из 1777. године.
- Кућа у којој је живела Милица Стојадиновић Српкиња у Врднику
- Мургин Точак, извор лековите воде.

### Архитектонско и индустријско наслеђе
Са развојем рудника у Врднику, указала се потреба за изградњом грађевина за рад и смештај руководилаца и радника-рудара. Поред термоцентрале, која је и поред тога заштићена као споменик културе, срушена крајем 20. века, у Врднику се налазе зграда некадашње железничке станице, старе школе, Палата Касина, нове колоније са 116 дводелних кућа за смештај радника и колоније назване Господски ред са десетак вила за смештај директора, управника и чиновника рудника.
- Палата Касина
- Зграда некадашње железничке станице
- Вила у колонији Господски ред

### Термалне и минералне воде
За Врдник су посебно значајне термоминералне воде. Посебно се издваја извор киселе и извор термалне воде. Извор киселе минералне воде налази се у долини врдничког потока. Овај извор је откривен 1953. године и давао је око 50 литара воде на минуту, температуре 15,5 °C.
Други извор термалне воде појавио се када је вода поплавила јужно окно рудника мрког угља у Врднику. Вода је класификована као натријум-магнезијум-хидрокарбонатно-сулфидна хомеотерма. Температура воде је 32,8 °C, и успешно се примењује код лечења реуматизма, за постоперативну рехабилитацију и друго. Почетак здравственог туризма датира из времена непосредно после открића воде. Врднички рудари су још пре Другог светског рата ископали два базена 20х10 i 10х6 метара, а после 2. светског рата затворени базен 14х8 метара и користили за лековите купке. Касније, вода се почиње користити уз савремене методе лечења, тако је Врдник постао здравствено-бањски и рекреациони центар.

### Бања Врдник
Бања се налази у изванредном природном амфитеатру, окружен благим поточним долинама, обраслим бујном и разноликом вегетацијом. Пружа изванредне могућности за лечење, одмор и рекреацију, као и туризам, с обзиром на бројне културно историјске споменике у непосредној близини.
Бања поседује отворене и затворене базене, сауне и др. који пружају услове за рекреацију, релаксацију како онима који долазе на лечење тако и гостима који долазе на одмор. На располагању је 260 лежајева у једнокреветним, двокреветним, трокреветним собама и апартманима. Ту је и пословни центар који располаже са 500 седишта и потребним техничким садржајима; два ресторана са 350 места те сунчана тераса са погледом на олимпијски базен.
На располагању су и спортски терени за мали фудбал, кошарку, одбојку, који се налазе у непосредној близини хотела.

### Манастир Врдник
У попису фрушкогорских манастира из 1753. године се наводи да је оснивач манастира Врдник (који се зове и Раваница) кнез Лазар, мада историјски извори не потврђују да је он заиста ктитор манастира, као што је ктитор Раванице у централној Србији. Манастир се први пут поуздано помиње 1589. године. Турци су спалили манастир, а обновили су га монаси из манастира Раванице код Ћуприје, те му дали име свог спаљеног манастира. Ту су сахранили мошти кнеза Лазара. Манастир је касније поново рушен. Нова црква је коју је зидао мајстор Корнелије (Србин из Новог Сада), саграђена је 1801-1811. године. Од тада до данас манастир је мало измењен.
У манастирској цркви чуване су до 2. светског рата велике драгоцености: оригинална одећа кнеза Лазара, покров од црвене свиле за лице кнеза Лазара који је везла око 1402. год. монахиња Јефимија и други вредни предмети украшени златом и сребром. У 2. светском рату предмети су били однети у Загреб, а затим после рата, били враћени у Србију, у музеј Српске православне цркве у Београду.
Ни Лазареве мошти нису имале мира. Премештане су неколико пута, да би на крају ипак, дошле у Лазареву задужбину Раваницу, код Ћуприје, где се данас налазе. Ипак је у Врднику остао један део Лазаревих моштију, који је изложен у стакленој посуди у манастирској цркви. Остао је и комад Лазареве одеће.
Између 1987. и 1990. године, те 1994. године, манастирска црква је била обнављана.

## Познате личности из Врдника
- Милица Стојадиновић Српкиња, српска песникиња, провела је већину свог живота у Врднику. На коси у близини манастира Врдника налази се њен споменик.
- Александар Берчек, српски глумац, рођен у Врднику 4. септембра 1950. године.
- Јован Јовичић, српски гитариста, музички педагог, физичар и научник, рођен у Врднику 5. јула 1925. године.

## Демографија
Број становника у послератним пописима стално се повећавао све до 1961. године, да би затим почео да пада. Од бројних узрока, најважнији су затварање рудника и са тим сеоба радне снаге, пресељења у веће градске средине, а у новије време и негативна стопа природног прираштаја (низак наталитет). У Врднику је било доста досељеника из Чехословачке, Мађарске и Словеније, а онда се после 2. светског рата велики део ових вратио назад у своје матичне земље. Од пописа из 1971. године па до пописа из 1991. године запажено је знатно повећање удела старијег становништва те смањење младог становништва.
У насељу Врдник живи 2620 (2022. г.) пунолетних становника. Просечна старост становништва износи 48,31 година (46,06 код мушкараца и 50,41 код жена). У насељу има 1169 домаћинстава, а просечан број чланова по домаћинству је 2,24.
Већина становништва су Срби (попис из 2002. године).
|  |

| Демографија | Демографија | Демографија |
| Година      | Становника  | Становника  |
| ----------- | ----------- | ----------- |
| 1948.       | 4.070       |             |
| 1953.       | 4.153       |             |
| 1961.       | 4.610       |             |
| 1971.       | 4.072       |             |
| 1981.       | 3.612       |             |
| 1991.       | 3.495       | 3.430       |
| 2002.       | 3.704       | 3.869       |
| 2011.       | 3.092       |             |
| 2022.       | 2.620       |             |

| Етнички састав према попису из 2002.‍ | Етнички састав према попису из 2002.‍ | Етнички састав према попису из 2002.‍ | Етнички састав према попису из 2002.‍ | Етнички састав према попису из 2002.‍ |
| ------------------------------------ | ------------------------------------ | ------------------------------------ | ------------------------------------ | ------------------------------------ |
|                                      |                                      |                                      |                                      |                                      |
| Срби                                 | Срби                                 |                                      | 2.769                                | 74,75%                               |
| Хрвати                               | Хрвати                               |                                      | 179                                  | 4,83%                                |
| Југословени                          | Југословени                          |                                      | 131                                  | 3,53%                                |
| Мађари                               | Мађари                               |                                      | 86                                   | 2,32%                                |
| Словенци                             | Словенци                             |                                      | 78                                   | 2,10%                                |
| Црногорци                            | Црногорци                            |                                      | 41                                   | 1,10%                                |
| Муслимани                            | Муслимани                            |                                      | 18                                   | 0,48%                                |
| Немци                                | Немци                                |                                      | 13                                   | 0,35%                                |
| Македонци                            | Македонци                            |                                      | 13                                   | 0,35%                                |
| Словаци                              | Словаци                              |                                      | 7                                    | 0,18%                                |
| Албанци                              | Албанци                              |                                      | 7                                    | 0,18%                                |
| Румуни                               | Румуни                               |                                      | 5                                    | 0,13%                                |
| Руси                                 | Руси                                 |                                      | 4                                    | 0,10%                                |
| Украјинци                            | Украјинци                            |                                      | 3                                    | 0,08%                                |
| Русини                               | Русини                               |                                      | 2                                    | 0,05%                                |
| Горанци                              | Горанци                              |                                      | 2                                    | 0,05%                                |
| Бугари                               | Бугари                               |                                      | 2                                    | 0,05%                                |
| Роми                                 | Роми                                 |                                      | 1                                    | 0,02%                                |
| Буњевци                              | Буњевци                              |                                      | 1                                    | 0,02%                                |
| Бошњаци                              | Бошњаци                              |                                      | 1                                    | 0,02%                                |
| непознато                            | непознато                            |                                      | 275                                  | 7,42%                                |

| \| \| м \| \| \| ж \| \| ? \| 6 \| \| \| 2 \| \| 80+ \| 29 \| \| \| 73 \| \| 75—79 \| 42 \| \| \| 88 \| \| 70—74 \| 81 \| \| \| 118 \| \| 65—69 \| 109 \| \| \| 155 \| \| 60—64 \| 93 \| \| \| 116 \| \| 55—59 \| 105 \| \| \| 103 \| \| 50—54 \| 131 \| \| \| 141 \| \| 45—49 \| 182 \| \| \| 172 \| \| 40—44 \| 157 \| \| \| 153 \| \| 35—39 \| 111 \| \| \| 131 \| \| 30—34 \| 97 \| \| \| 102 \| \| 25—29 \| 115 \| \| \| 83 \| \| 20—24 \| 121 \| \| \| 99 \| \| 15—19 \| 135 \| \| \| 132 \| \| 10—14 \| 103 \| \| \| 95 \| \| 5—9 \| 80 \| \| \| 96 \| \| 0—4 \| 79 \| \| \| 69 \| \| Просек : \| 39,8 \| \| \| 43,8 \| |      |  |  |      |
| |      |  |  |      |
| | м    |  |  | ж    |
| ? | 6    |  |  | 2    |
| 80+ | 29   |  |  | 73   |
| 75—79 | 42   |  |  | 88   |
| 70—74 | 81   |  |  | 118  |
| 65—69 | 109  |  |  | 155  |
| 60—64 | 93   |  |  | 116  |
| 55—59 | 105  |  |  | 103  |
| 50—54 | 131  |  |  | 141  |
| 45—49 | 182  |  |  | 172  |
| 40—44 | 157  |  |  | 153  |
| 35—39 | 111  |  |  | 131  |
| 30—34 | 97   |  |  | 102  |
| 25—29 | 115  |  |  | 83   |
| 20—24 | 121  |  |  | 99   |
| 15—19 | 135  |  |  | 132  |
| 10—14 | 103  |  |  | 95   |
| 5—9 | 80   |  |  | 96   |
| 0—4 | 79   |  |  | 69   |
| Просек : | 39,8 |  |  | 43,8 |

| Година пописа     | 1948. | 1953. | 1961. | 1971. | 1981. | 1991. | 2002. |
| ----------------- | ----- | ----- | ----- | ----- | ----- | ----- | ----- |
| Број домаћинстава | 1.121 | 1.225 | 1.402 | 1.307 | 1.332 | 1.307 | 1.419 |

| Број чланова      | 1   | 2   | 3   | 4   | 5  | 6  | 7 | 8 | 9 | 10 и више | Просек |
| ----------------- | --- | --- | --- | --- | -- | -- | - | - | - | --------- | ------ |
| Број домаћинстава | 376 | 374 | 275 | 273 | 87 | 25 | 5 | 3 | 1 | 0         | 2,60   |

| Пол    | Укупно | Неожењен/Неудата | Ожењен/Удата | Удовац/Удовица | Разведен/Разведена | Непознато |
| ------ | ------ | ---------------- | ------------ | -------------- | ------------------ | --------- |
| Мушки  | 1.514  | 474              | 905          | 67             | 61                 | 7         |
| Женски | 1.668  | 302              | 915          | 361            | 82                 | 8         |
| УКУПНО | 3.182  | 776              | 1.820        | 428            | 143                | 15        |

| Пол    | Укупно                    | Пољопривреда, лов и шумарство | Рибарство                            | Вађење руде и камена | Прерађивачка индустрија       |
| ------ | ------------------------- | ----------------------------- | ------------------------------------ | -------------------- | ----------------------------- |
| Мушки  | 623                       | 40                            | 0                                    | 46                   | 171                           |
| Женски | 423                       | 30                            | 0                                    | 2                    | 102                           |
| Укупно | 1.046                     | 70                            | 0                                    | 48                   | 273                           |
|        |                           |                               |                                      |                      |                               |
| Пол    | Производња и снабдевање   | Грађевинарство                | Трговина                             | Хотели и ресторани   | Саобраћај, складиштење и везе |
| Мушки  | 9                         | 76                            | 40                                   | 15                   | 34                            |
| Женски | 1                         | 17                            | 56                                   | 23                   | 4                             |
| Укупно | 10                        | 93                            | 96                                   | 38                   | 38                            |
|        |                           |                               |                                      |                      |                               |
| Пол    | Финансијско посредовање   | Некретнине                    | Државна управа и одбрана             | Образовање           | Здравствени и социјални рад   |
| Мушки  | 5                         | 7                             | 54                                   | 17                   | 28                            |
| Женски | 7                         | 6                             | 8                                    | 25                   | 115                           |
| Укупно | 12                        | 13                            | 62                                   | 42                   | 143                           |
|        |                           |                               |                                      |                      |                               |
| Пол    | Остале услужне активности | Приватна домаћинства          | Екстериторијалне организације и тела | Непознато            | Непознато                     |
| Мушки  | 17                        | 0                             | 0                                    | 64                   | 64                            |
| Женски | 20                        | 0                             | 0                                    | 7                    | 7                             |
| Укупно | 37                        | 0                             | 0                                    | 71                   | 71                            |